# Canard de Pékin (type allemand)
Pour les articles homonymes, voir Canard de Pékin.
Le Canard de Pékin allemand (allemand : Deutsche Pekingente), appelé communément « Pékin allemand »  est une race de canard domestique.
C'est une race distincte du Canard de Pékin américain, au port horizontal. Le Canard de Pékin allemand au port vertical a été sélectionné en Europe à partir d'animaux importés de Chine.

## Histoire
Le canard a été domestiqué en Chine plus d'un millénaire avant Jésus-Christ. Le gavage des animaux est mentionné par écrit au Xe siècle, sous les Cinq Dynasties, et les Chinois maîtrisent parfaitement son élevage au cours des siècles ; parmi les nombreuses races sélectionnées par eux, il est une qui est appelée le « canard à dix livres ».
Quelques canards de cette race sont importés en 1873 en Angleterre par Walter Steward et d'autres sont transportés aux États-Unis par James E. Palmer, où ils donnent naissance à la race du pékin américain. Ensuite d'autres canards sont importés en France et dans l'Empire allemand. En Allemagne, ils sont croisés avec des canards blancs au port droit importés du Japon par les marins hollandais. Il en résulte une race au port bien droit d'un blanc crémeux qui est améliorée pendant toute la première partie du XXe siècle en Grande-Bretagne et en Allemagne. 
Le pékin allemand figure comme « en danger sérieux d'extinction » à la liste rouge de la Gesellschaft zur Erhaltung alter und gefährdeter Haustierrassen, association nationale allemande de préservation des races domestiques en danger. Cette race est considérée comme « vulnérable » en Grande-Bretagne.

## Description
Le pékin allemand possède un plumage d'un blanc crémeux avec un bec court et orangé. Son corps est large et lourd au port presque horizontal. Les mâles pèsent environ 4,1 kg en moyenne (mais le standard en Allemagne est plus léger) et les femelles 3,6 kg .
Le pékin allemand est apprécié pour la finesse de sa chair. En Allemagne, c'est un animal que l'on rencontre plutôt dans les concours de beauté. Les femelles pondent environ de 60 à 80 œufs par an pesant 80 grammes en moyenne.

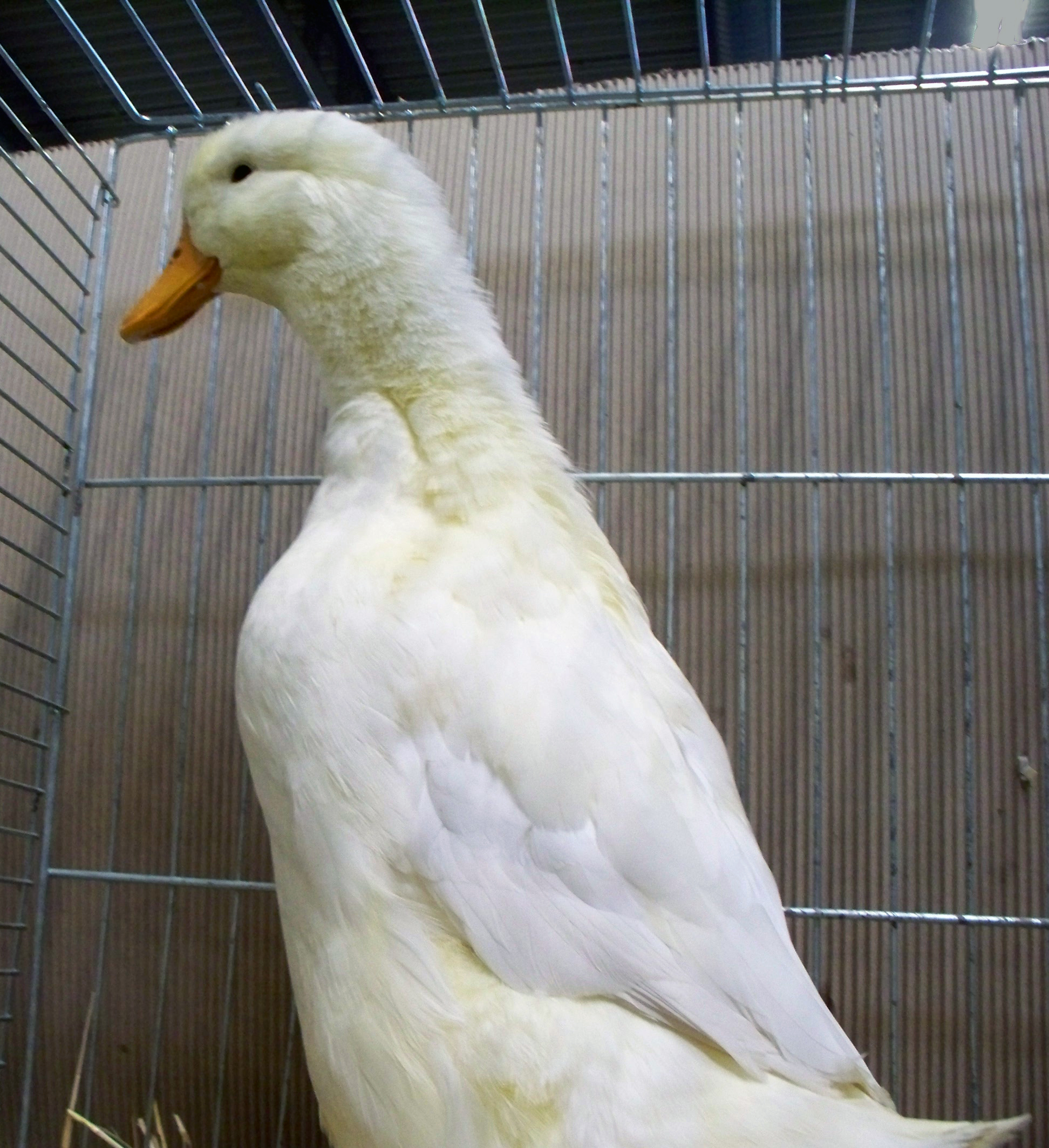
Pékin allemand.

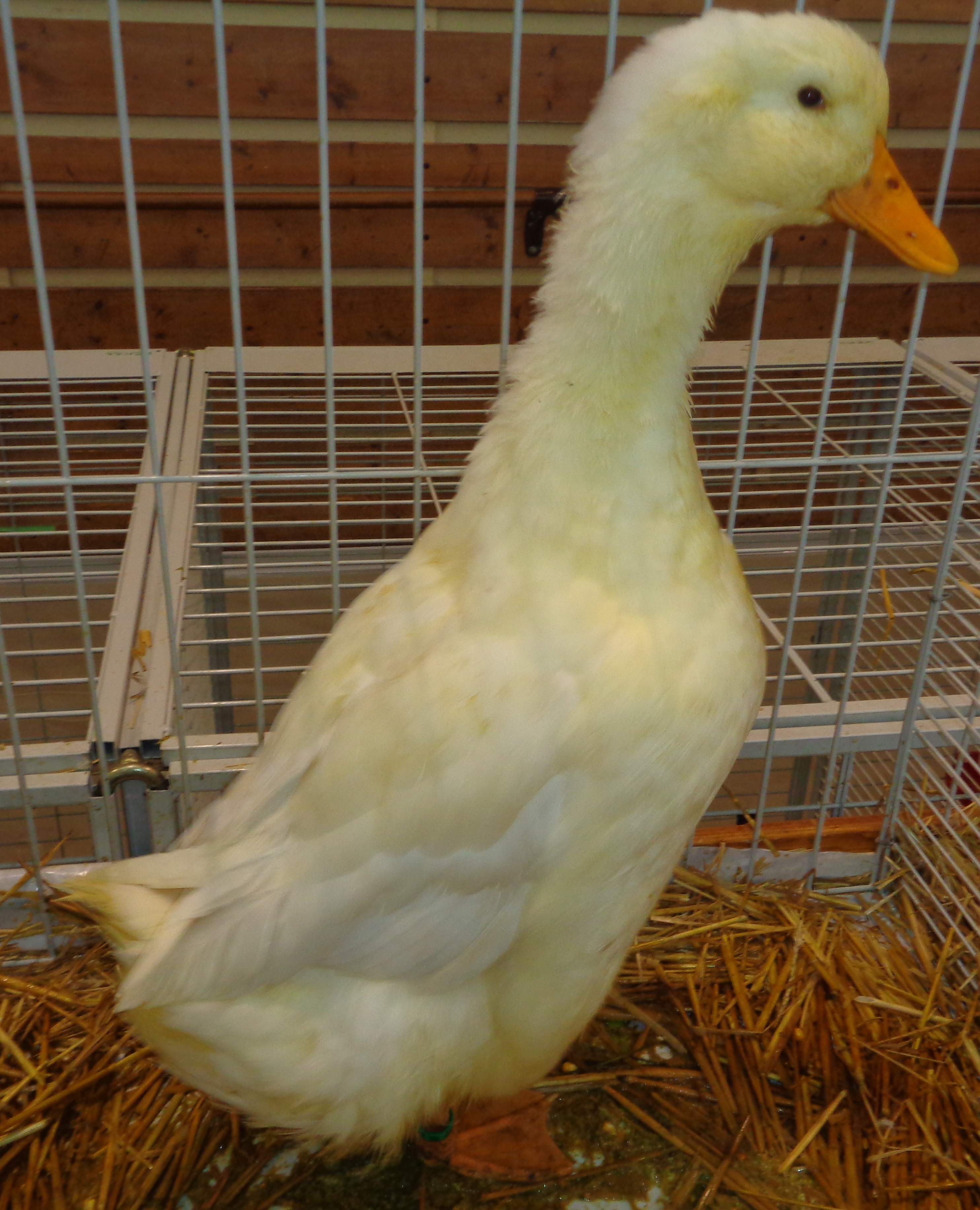
Femelle Canard de Pékin allemand